# Patricio Caicedo Liciaga
Patricio Caicedo Liciaga (Bilbao, 6 de febrer de 1899 - Barcelona, 8 de setembre de 1981) fou un jugador i entrenador de futbol basc, instal·lat a Catalunya.

## Trajectòria
Com a futbolista va debutar amb l'Athletic Club, fins que l'any 1918 va fitxar pel RCD Espanyol, on va jugar fins a l'any 1926. On va destacar més va ser en la faceta d'entrenador. En l'actualitat encara és el segon entrenador que més partits ha entrenat al RCD Espanyol, amb un total de 198, en 9 temporades. A més també va entrenar altres històrics com el Sevilla FC, l'Athletic Club, el Reial Saragossa, el RCD Mallorca, el Reial Oviedo, la UD Las Palmas o l'Hèrcules CF.

## Palmarès com a entrenador
- 1 Lliga espanyola (1933-34) amb l'Athletic Club
- 2 Campionat de Catalunya (1933,1940) amb el RCD Espanyol
- 2 Copes d'Espanya (1940) amb el RCD Espanyol i (1948) amb el Sevilla FC